# Иван Мънзов
Иван Иванов Мънзов е български просветен деец, участник в националноосвободителното движение.

## Биография
Роден е в Лясковец. Брат е на Димитър Мънзов. След 1856 година семейството му се изселва в Румъния. Завършва румънска гимназия в Букурещ. Учителства в Свищов(1866 – 1867). Заради връзки с революционните среди е хвърлен в Русенския затвор. Взима участие във Втората българска легия в Белград (1867 – 1868). През 1869 година се установява в Букурещ и сътрудничи на в. „Българска пчела“. Издава хумористични вестник „Тъпан“ (1869 – 1870), който в началото е изразител на бунтовно настроените емигранти; сред сътрудниците му е Христо Ботев. Мънзов помага на Любен Каравелов в издаването на „Свобода“, но скоро двамата се скарват и разделят. Публикува статии във вестник „Право“ и „Народност“, някои от които са насочени срещу Любен Каравелов. Сътрудничи и на други вестници, често анонимно. 
След Освобождението работи като финансов служител в Свищов, Варна и Русе. Във Варна е съучредител на 
Българско търговско параходно дружество и е избран за помощник кмет на Михаил Колони, но напуска по свое желание и е заместен от Георги Ноев. Занимава се и с търговска дейност. По това време публикува в съавторство и документи, свързани дейността на Русенската търговско-индустриална камара.
Мънзов се изявява и като преводач. Превежда повестта „Сватбата на Хайдут Янча“ от Й. Лапрад. Вероятно това е действителен или мистифициран документален разказ на френски офицер на османска служба за събития от времето на Кримската война. Мънзов замисля да издаде в шест томчета известният сборник „Хиляда и една нощ“.

## Произведения
- Сватбата на хайдут Янчя: Повест / [Прев. И. И. М.]; Издадена с иждивението на Скарлат С. Войводов, Браила 1863
- Халима или Баснословни арабски повестности: Свитък 1 – 2 / Съставени от премъдрия дервиш Абубикира; Преведени от И. И. Мънзова; Напечата ся с иждивението на Петра Стоянова търновчанина, 1864 – 1867. (1897)
- Методически разговори български и ромънски или Ръководство за изучаване с легкост на двата язика: Ч. 1 / От И. И. Мънзова; Издадени с иждивението на Дима Петровичя = Dialogi metodice Bulgare si Romane sau Instructiune d`a studia cu facilitate aceste doua limbi: P. 1 / De I. I. Manzof; Edite cu cheltuela lui Dimu Petrovici. Браила: В румъно-българската книгопечатница на Хр. Д. Ваклидова, 1864